# جمیل عباس
جمیل عباس (عربی: جميل عباس؛ ۱ ژانویه ۱۹۲۷ – ۷ ژوئیهٔ ۲۰۰۵) بازیکن فوتبال اهل عراق بود.
وی همچنین در تیم ملی فوتبال عراق بازی کرده‌است.